# 福島復興再生特別措置法
福島復興再生特別措置法（ふくしまふっこうさいせいとくべつそちほう、平成24年3月31日法律第25号）は、福島の復興・再生の推進に関する日本の法律である。
2012年3月31日に公布された。

## 概要
この法律は、原子力災害により深刻かつ多大な被害を受けた福島の復興及び再生が、その置かれた特殊な諸事情とこれまで原子力政策を推進してきたことに伴う国の社会的な責任を踏まえて行われるべきものであることに鑑み、原子力災害からの福島の復興及び再生の基本となる福島復興再生基本方針の策定、福島復興再生計画の作成及びその内閣総理大臣の認定並びに当該認定を受けた福島復興再生計画に基づく避難解除等区域の復興及び再生並びに原子力災害からの産業の復興及び再生のための特別の措置等について定めることにより、原子力災害からの福島の復興及び再生の推進を図り、もって東日本大震災復興基本法第二条の基本理念に則した東日本大震災からの復興の円滑かつ迅速な推進と活力ある日本の再生に資することを目的とする。福島復興再生基本方針は、原子力災害からの福島の復興及び再生に関する施策の総合的な推進を図るための基本的な方針であり、閣議決定される。福島復興再生基本方針には、様々な目標が定められている。安全で安心して暮らすことのできる生活環境の実現として除染等の措置について迅速かつ確実に進め、福島の住民が、健康上の懸念など様々な不安から解放され、確かな安全と安心を実感しながら福島で暮らし、次世代を担う子どもを安心して生み、育てることができる生活環境の実現を目指す。地域経済の再生として農林水産業、商工業等や観光地・観光産業等の確実な復興・再生により、既存企業の県外への流出を防止し、産業の再生を図ることはもとより、再生可能エネルギー、医療関連産業等の創出・集積や国際的な研究開発拠点の整備等による地域経済の活性化、雇用の安定を図り、福島全域の地域経済を再生することを目指す。地域社会の再生として地域コミュニティの維持、県内外の避難者、帰還者、避難しなかった者全ての住民の一体性・絆の確保、避難者支援や帰還支援、復興まちづくりを進めるとともに、治安、教育、医療、保育、介護等を再建し、住民一人一人が災害を乗り越えて豊かな人生を送ることができる地域社会を再生することを目指す。避難解除等区域復興再生計画は、復興再生基本方針に即して避難解除等区域の復興・再生を図るため、インフラ、生活環境、産業に係る中長期的取組の方針を示すとともに、国、県、市町村の具体的取組内容を記載する。対象区域は、避難解除区域、避難指示解除準備区域、将来的な住民の帰還を目指す区域 （警戒区域、居住制限区域、帰還困難区域）になっている。計画期間は10年とし、避難解除等区域の変更等により必要が生じたとき、あるいは、毎年度の予算措置等によって取組内容の充実を図ることと連動して、本計画を見直しする。目指すべき復興の姿として短期的な姿（2年）、中期的な姿（5年）、長期的な姿（10年）がある。福島復興再生計画は、原子力災害からの福島の復興及び再生を推進するための計画で県知事が作成・内閣総理大臣が認定する。計画期間は、令和3年度～7年度の5年間になっている。復興及び再生に関する基本的な考え方として
- 県全域と避難指示・解除区域の復興・再生

- 原子力災害による被害を受けた本県の事情を踏まえた取組

- 原子力に依存しない社会を目指すとの理念と先導的な取組

- 未来を担う人材の育成

- 必要な予算の確保、国と県・市町村等が一体となった取組

がある。避難指示の対象となった区域では、県等が管理する道路等の工事を国が代行し、公共施設の清掃等を国が実施。事業の開始・再開を支援するための課税の特例を措置が行われ、特定復興再生拠点区域のみ国の負担で除染等が行われる。特定復興再生拠点区域における事業については、特定復興再生拠点区域は復興再生計画（市町村長が作成・内閣総理大臣が認定）に基づいて実施する。営農再開の加速化のために農地の利用集積や6次産業化施設の整備促進等が行われている。住民の帰還及び移住等の促進するため帰還・移住等環境整備交付金によるインフラ整備、移住・定住の促進、交流人口・関係人口の拡大に資する施策等の実施、一団地の復興再生拠点整備制度の活用等がされている。他に、生活拠点形成交付金による公営住宅の建設等の実施、公社福島相双復興推進機構への国の職員の派遣、帰還・移住等環境整備推進法人の指定、情報通信機器の活用等による必要な医療の確保等がされている。福島県全域では、産業の復興及び再生、新たな産業の創出等の重点的な推進、健康管理調査の実施、いじめ防止対策の実施、原子力災害からの福島復興再生協議会、特定事項の調査・検討を行う分科会の設置等が行われる。

## 構成
- 第一章　総則（第一条―第四条）

- 第二章　福島復興再生計画等（第五条―第七条の二）

- 第三章　避難解除等区域の復興及び再生のための特別の措置等
  - 第一節　福島復興再生計画に基づく土地改良法等の特例等（第八条―第十七条）
  - 第二節　特定復興再生拠点区域復興再生計画及びこれに基づく措置
    - 第一款　特定復興再生拠点区域復興再生計画（第十七条の二―第十七条の六）
    - 第二款　土地改良法等の特例等（第十七条の七―第十七条の十七）

  - 第三節　農用地利用集積等促進計画及びこれに基づく措置等（第十七条の十八―第十七条の三十三）
  - 第四節　企業立地促進計画及びこれに基づく措置（第十八条―第二十六条）
  - 第五節　住民の帰還及び移住等の促進を図るための措置
    - 第一款　公営住宅法の特例等（第二十七条―第三十一条）
    - 第二款　一団地の復興再生拠点市街地形成施設に関する都市計画（第三十二条）
    - 第三款　帰還・移住等環境整備事業計画及びこれに基づく措置（第三十三条―第三十五条の三）
    - 第四款　既存の事業所に係る個人事業者等に対する課税の特例等（第三十六条―第三十八条）

  - 第六節　避難指示区域から避難している者の生活の安定を図るための措置
    - 第一款　公営住宅法の特例等（第三十九条―第四十四条）
    - 第二款　生活拠点形成事業計画及びこれに基づく措置（第四十五条―第四十八条）

  - 第七節　公益社団法人福島相双復興推進機構への国の職員の派遣等（第四十八条の二―第四十八条の十三）
  - 第八節　帰還・移住等環境整備推進法人（第四十八条の十四―第四十八条の十八）

- 第四章　放射線による健康上の不安の解消その他の安心して暮らすことのできる生活環境の実現のための措置（第四十九条―第六十条）

- 第五章　原子力災害からの産業の復興及び再生のための特別の措置
  - 第一節　福島復興再生計画に基づく商標法等の特例（第六十一条―第七十三条）
  - 第二節　特定事業活動振興計画及びこれに基づく措置（第七十四条―第七十五条の五）
  - 第三節　農林水産業の復興及び再生のための施策等（第七十六条―第八十条）

- 第六章　新たな産業の創出等に寄与する取組の重点的な推進のための特別の措置
  - 第一節　福島復興再生計画に基づく国有施設の使用等の特例（第八十一条―第八十三条）
  - 第二節　新産業創出等推進事業促進計画及びこれに基づく措置（第八十四条―第八十五条の八）
  - 第三節　新たな産業の創出等に寄与する施策等（第八十六条―第八十九条）
  - 第四節　公益財団法人福島イノベーション・コースト構想推進機構への国の職員の派遣等（第八十九条の二―第八十九条の十三）

- 第七章　福島の復興及び再生に関する施策の推進のために必要な措置（第九十条―第九十九条）

- 第八章　原子力災害からの福島復興再生協議会（第百条）

- 第九章　雑則（第百一条―第百五条）

- 附則